# 薔薇パニック -メルヘン・ショップで何がおこったか?-
『薔薇パニック』 -メルヘン・ショップで何がおこったか?-（ばらパニック メルヘン・ショップでなにがおこったか）は宝塚歌劇団の舞台作品。新宿コマ劇場、中日劇場、和歌山、徳島、高知、高松、松山、富山、敦賀、福井、金沢、習志野、海老名、蒲郡、藤沢、横浜、伊東、沼津、清水、刈谷、磐田、嬉野、久留米、熊本、北九州、那覇では『薔薇ファンタジア』に改題している。星組公演。
宝塚大劇場、新宿コマ劇場、中日劇場の併演作品は『アンタレスの星』で、和歌山、徳島、高知、高松、松山、富山、敦賀、福井、金沢、習志野、海老名、蒲郡、藤沢、横浜、伊東、沼津、清水、刈谷、磐田、嬉野、久留米、熊本、北九州、那覇は『ふるさと絵巻』。

## 解説
※『宝塚歌劇100年史（舞台編）』の宝塚大劇場公演のページを参照
花好きの少女・アリス（演：東千晃）がメルヘン・ショップという花屋を訪れて、夢商人から与えられた二本のバラを手にファンタジーの世界に入っていく。そこでは、影法師や子供マフィア団がアリスの持つバラの花を奪い合い、ついにはパニックにまで発展していくというショー作品。
遥くららがこの公演を最後に、テレビ出演を経て雪組へ異動のため、雪組から異動してきた東千晃が、次回から瀬戸内美八の相手役になる。

## 公演期間と公演場所
- 1979年9月28日 - 11月6日[4]　宝塚大劇場
- 1980年1月1日 - 1月28日[5]　東京・新宿コマ劇場
- 1980年2月9日 - 2月17日[6]　名古屋・中日劇場
- 1980年6月14日 - 7月6日[3]　和歌山、徳島、高知、高松、松山、富山、敦賀、福井、金沢、習志野、海老名、蒲郡、藤沢、横浜、伊東、沼津、清水、刈谷、磐田
- 1980年10月25日 - 11月3日[3]　嬉野、久留米、熊本、北九州、那覇

## 宝塚大劇場公演のデータ
形式名は「ショー」。18景。

### スタッフ
- 作・演出：草野旦[4]
- 作曲[7]・編曲[7]：寺田瀧雄、南安雄、高橋城
- 編曲[7]：河崎恒夫
- 音楽指揮[7]：溝口堯
- 振付[7]：喜多弘、朱里みさを、アキコ・カンダ、小井戸秀宅、羽山紀代美
- 装置[7]：大橋泰弘
- 衣装[7]：任田幾英
- 照明[8]：今井直次
- 音響[8]：松永浩志
- 小道具[8]：万波一重
- 効果[8]：坂上勲
- 演出助手[8]：三木章雄、小池修一郎、石田昌也
- 制作[8]：三宅征夫